# اونوماتسو میدورینوسوکه
اونوماتسو میدورینوسوکه (به ژاپنی: 阿武松 緑之助) کُشتی‌گیر سوموی اهل استان ایشیکاوا در کشور ژاپن است که ششمین کشتی‌گیر دارای رتبهٔ یوکوزونا محسوب می‌شود. وی در سال ۱۸۲۸ میلادی به این مرتبه ارتقا یافت و در سال ۱۸۳۵ میلادی بازنشست شد. اونوماتسو میدورینوسوکه توانست ۵ بار قهرمان (یوشو) مسابقات سومو شود.